# Artur García
Artur Albeiro García Rincón (* 25. Februar 1985 in Colón) ist ein venezolanischer Radrennfahrer.
Artur García gewann während seiner Karriere zahlreiche Tagesabschnitte lateinamerikanischer Etappenrennen und das Eintagesrennen Copa Federación Venezolana de Ciclismo. Im Straßenrennen der Panamerikanischen Meisterschaften 2006  kam er auf den 7. Platz.

## Erfolge
2004
- zwei Etappen Vuelta a Venezuela

2005
- eine Etappe Vuelta a Cuba

2006
- eine Etappe Vuelta Ciclista de Chile

2007
- eine Etappe Clásico Ciclístico Banfoandes

2008
- eine Etappe Vuelta al Táchira
- Copa Federación Venezolana de Ciclismo
- zwei Etappen Vuelta a Colombia
- eine Etappe Vuelta a Venezuela
- eine Etappe Clásico Ciclístico Banfoandes

2009
- zwei Etappen Vuelta al Táchira
- eine Etappe Vuelta a Colombia

2010
- Sprintwertung Vuelta al Táchira
- eine Etappe Vuelta a Venezuela
- eine Etappe Vuelta a Guatemala

2011
- eine Etappe Vuelta al Táchira

2012
- eine Etappe Vuelta a Venezuela

2013
- zwei Etappen Vuelta a Bolivia

2015
- eine Etappe Vuelta al Táchira